# کوبلانکی (استان اشوی‌داشکسیه)
کوبلانکی (به لهستانی: Kobylanki) یک منطقهٔ مسکونی در لهستان است که در گمینا اوپاتوو (استان اشوی‌داشکسیه) واقع شده‌است. کوبلانکی ۱۲۰ نفر جمعیت دارد.